# Asiaster pilisternus
Asiaster pilisternus är en skalbaggsart som beskrevs av Cooman 1948. Asiaster pilisternus ingår i släktet Asiaster och familjen stumpbaggar. Inga underarter finns listade i Catalogue of Life.